# Памук
Вижте пояснителната страница за други значения на Памук.
Памукът е ценна влакнодайна култура, добивана от семепъпката на няколко вида от растителния род Памук (Gossypium) – G. arboreum, G. barbadense, G. herbaceum и G. hirsutum. Представлява съвкупност от меки, пухкави щапелни влакна, изградени от около 94% целулоза, които се дължат на разрастване до 2000 пъти на епидермална клетка от семепъпката с цел да образува защита на семената от изсушаване и подобри разпространението им след узряване.
Растението, от което се добива памукът, представлява многогодишен храст, разпространен в тропическите и субтропическите региони на целия свят, включително Северна и Южна Америка, Африка и Индия. Най-голямото разнообразие на видове див памук днес съществува в Мексико, следвано от Австралия и Африка. Одомашняването на културата е протекло независимо и успоредно в Стария и Новия свят.
Влакната на памука се използват за направата на прежда или платове, използвани в текстилната промишленост. Използването на памука за плат е известно от праисторически времена. Открити са фрагменти от памучен плат, датирани от 5000 г. пр. Хр. и използвани от цивилизациите в Мексико и долината на Инд. Въпреки че се отглежда от дълбока древност, едва след изобретяването на механизираната машина за отделяне на памука от растението и зърната е станало възможно да се понижи цената на производството му. Това довежда до широкото му използване и превръщането на памука в най-използвания природен продукт, влаган в облеклото.
Настоящите оценки за световното производство възлизат на около 25 милиона тона годишно. Това показва, че памукът се добива от около 2,5% от обработваемата земя в света. Китай е най-големият производител на памук в света, но по-голямата част от продукцията му се използва за вътрешни цели. САЩ е най-големият износител в продължение на много години.

## Приложение
Използва се почти цялата част на плода (кутийката):
- от влакното се произвеждат прежди и текстил, служи за изработка на брезенти, ремъци, изкуствена коприна, филтри, намотки за електромотори;
- от мъха, който покрива семената се приготвят над 30 продукта;
- от семената се извлича масло, което е полусъхливо и служи за производство на сапуни и за други технически цели, а добито чрез студено пресоване може да се използва за храна на хората. Също от семената се добиват белтъци със състав, близък до млечния, които успешно се използват за храна на децата.
- стъблата могат да бъдат преработвани и да служат като енергиен източник;
- кюспето след преработка на семената е с много добра фуражна стойност.

## История
Културата произхожда от два центъра – Азия и Америка. Като културно растение започва да се отглежда в Перу, 3000 г. пр. Хр., а в Индия – значително по-късно. В Европа е пренесен 2 века пр. Хр., но по-голямо разпространение получава към 8 – 10 век в Испания, където започват да го отглеждат арабите.

### Памукът и индустриалната революция
Настъпването на индустриалната революция е свързано до голяма степен с развитието на памучната текстилна промишленост във Великобритания. През 1738 година Луис Пол и Джон Уайът от Бирмингам патентоват ролната предачна машина и системата със совалка и бобини за тъкане на платно с равномерна дебелина. По-късно „spinning jenny“ през 1764 и предачният стан на Ричард Аркрайт (основан на ролната машина) през 1769 година значително увеличават производителността на труда на британските тъкачи. От края на 18 век нататък център на памучната индустрия е Манчестър. Производственият капацитет в Англия и Америка получава още един тласък с изобретяването на машина за почистване на памука (cotton gin) от американеца Илай Уитни през 1793 година. Подобряващата се технология и нарастващият контрол върху световните пазари дават възможност на английските търговци да развият т.нар. триъгълна търговия: суровият памук се товари от плантациите в колониите, обработва се като платно в тъкачните фабрики на Ланкашър и след това се изнася отново по море до колониалните пазари в Западна Африка, Индия и Китай. Един от аспектите на тази търговия е свързан с търговията с роби: англичаните пътуват от Европа до бреговете на Гвинейския залив (за да придобият и закарат отвъд Атлантика роби като евтина работна ръка), а обратно от Америка за Европа превозват продукти придобити чрез робски труд – захар, памук, кафе, какао, тютюн, индиго.

## Производство

### В световен мащаб
Използването на памуковите влакна, респ. тъкани, непрекъснато нараства, въпреки увеличеното производство на изкуствени тъкани. Причината за това е в особеното им качество – регулира топлината на тялото, не предизвиква алергии и т.н. В света се засяват около 350 млн. дка памук, от които 150 млн. дка в Азия. На следващо място е Америка с около 100 млн. дка. В Европа се отглеждат около 3 млн. дка. Най-големи производители са Индия, САЩ, Бразилия, Китай, Египет и бившите съветски републики в Средна Азия. Най-качествено влакно от памук се получава в Египет, където са и най-благоприятните климатични условия за добиване на високи добиви, оптимална дължина на влакното, съчетана с фин строеж.

### В България
В България памукът получава по-широко разпространение в средата на 19 век, когато местните форми се подменят с американски памук, внесен от Цариград и затова известен като „цариградски“. Първоначално се отглежда на малки площи. След Освобождението площите, засети с памук, постепенно се увеличават, като към 1927 г. достигат 30 хил. дка, към 1939 г. нарастват на 340 хил. дка и достигат максимум към 50-те години на 20 век – 1,9 млн. дка. Поради близките икономически отношение на България със страните от централна Азия, нуждите на промишлеността започват да се задоволяват от внос и площта към края на 1970-те години намалява до 300 хил. дка. През 1990-те години става драстично редуциране на текстилната промишленост в България, поради което площта на културата системно намалява и към настоящия момент е не повече от 50 хил. дка. По този начин сеитбата на памук е концентрирана най-вече в областите Стара Загора, Пловдив и Хасково, а силно се редуцира това производство в районите на Сливен, Ямбол и Бургас.
Изследвания по памук в България се провеждат в Института по памука и твърдата пшеница – Чирпан.

## Видове памуково растение
Съществуват четири вида промишлено използван памук, всичките отглеждани още от древността:
- Gossypium hirsutum – планински памук, произхожда от Централна Америка, Мексико, Карибския басейн; (90% от световното производство)
- Gossypium barbadense – Креолски или Египетски памук, родно място тропика на Южна Америка; (8% от световното производство)
- Gossypium arboreum – дървесен памук, родина Индия и Пакистан; (под 2% от световното производство)
- Gossypium herbaceum – средиземноморски памук, Арабски полуостров и Африка; (под 2% от световното производство)

Двата вида памук от Новия свят съставляват огромната част от произвеждания в съвремието памук, но преди 1900 година двата вида от Стария свят са били широко застъпени. Тъй като естественият цвят на памучните влакна може да бъде бял, кафяв или зелен и поради страх от генетична контаминация, в много места за отглеждане на памук е забранено отглеждането на цветен памук, който е специален продукт.

## Култивиране
За успешното култивиране на памук са необходими: дълги периоди без слана, изобилие от слънчева светлина, както и умерено количество на валежите, обикновено от 600 до 1200 mm. Обикновено почвите трябва да са достатъчно силни, но не се изискват изключителни нива на хранителните вещества. Като цяло такива условия се срещат в сезонно сухите тропици, както и в субтропиците в северното и южното полукълбо. В днешно време обаче голяма част от производството на памук се осъществява на места с по-малко валежи, като това налага допълнително изкуствено напояване. Производството на семена за новия сезон започва обикновено скоро след есенното прибиране на реколтата. Времето за сеитба в северното полукълбо варира от февруари до началото на юни. Областта от САЩ известна като Южните полета е най-големият регион за производство на памук в света. Тъй като памукът е в някаква степен толерантен към засоленост и засушаване, той е изключително подходящ за отглеждане в по-безплодни райони. С намаляването на водните ресурси по света, икономики, разчитащи на него, срещат затруднения и са в опасност от бъдещи екологични проблеми. Така например неправилното обработване и напояване са довели до превръщането в пустини на цели области от Узбекистан, където памукът е главна експортна стока и поминък на населението. През времената на СССР Аралско море е използвано за изкуствено напояване, предимно на памук, в резултат на което днес почвата е повсеместно засолена.
При подходящо култивиране може да се добие памук с различно от традиционното белезникаво оцветяване. Култивиран е естествен памук с червен, зелен и няколко нюанса на кафяво цвят.

## Свойства и химичен състав
| Свойство                                                                         | Оценка |
| -------------------------------------------------------------------------------- | --- |
| Вид                                                                              | Постоянна дебелина 12 – 20 μm; дължина 1 cm до 6 cm; обикновено 2,2 cm до 3,3 cm.                                                                                              |
| Здравина                                                                         | голяма |
| Издръжливост сух мокър                                                           | 3 – 5 g/d 3,3 – 6 g/d |
| Еластичност                                                                      | ниска |
| Плътност                                                                         | 1,54 – 1,56 g/cm³ |
| Влагоемкост суров: насищане мерсеризиран: насищане                               | 8,5% 15 – 25% 8.5 – 10,3% 15 – 27%+ |
| Устойчивост на: киселини основи орг. разтворители Слънце микроорганизми насекоми | поврежда и отслабва влакната устойчив висока устойчивост към повечето дългото излагане отслабва влакната уврежда се от плесени и някои бактерии. Lepisma saccharina го уврежда |
| Топлина Пламък                                                                   | Разлага се при продължително излагане на темп. от и над 150 ˚C Гори бързо. |

### Химичен състав
- Целулоза – 91%
- Вода – 7,85%
- Протоплазма, пектини – 0,55%
- Восък, мазнини – 0,40%
- Минерални соли – 0,20%

### Мерсеризиране
Мерсеризирането е процес, при който памучните материали се обработват с концентриран разтвор на натриев хидроксид (над 25%), най-често в опънато състояние, от което нишките на памука набъбват. В резултат нараства еластичността, здравината, лъскавината и хигроскопичността, с което и попиването на багрилата. Така продуктите от мерсеризиран памук са с по-наситени и трайни цветове, както и не променят формата и свойствата си дори след многократно носене и пране.

## Водещи производители на памук
| Топ десет на страните—2011 (480-паунда-бала) | Топ десет на страните—2011 (480-паунда-бала) |
| -------------------------------------------- | -------------------------------------------- |
| Китай                                        | 33.0 милиона бали                            |
| Индия                                        | 27.0 милиона бали                            |
| САЩ                                          | 18.0 милиона бали                            |
| Пакистан                                     | 10.3 милиона бали                            |
| Бразилия                                     | 9.3 милиона бали                             |
| Узбекистан                                   | 4.6 милиона бали                             |
| Австралия                                    | 4.2 милиона бали                             |
| Турция                                       | 2.8 милиона бали                             |
| Туркменистан                                 | 1.6 милиона бали                             |
| Гърция                                       | 1.4 милиона бали                             |
| Източник:                                    |                                              |

Петте водещи износители на памук за 2011 са (1) САЩ, (2) Индия, (3) Бразилия, (4) Австралия и (5) Узбекистан. А най-големите вносители са Корея (Северна и Южна), Тайван, Русия, Хонг Конг и Япония.